# Шедьоври на световното наследство в България
Шедьоврите на световното наследство в България са носители на нематериално културно наследство на страната, включени в Представителния списък на нематериалното културно наследство на човечеството на Организацията на обединените нации за образование, наука и култура (ЮНЕСКО).

## Шедьоври
Нематериалните обекти са хорът на Бистришките баби, ритуалът „нестинарство“, традицията на производство на „Чипровските килими“ и ритуалът „Сурова/Сурва“.
- Нематериално наследство
- Нестинарство (вписано през 2009 г.)[1][2][3][4][5]
- Сурва (вписано през 2015 г.)[6]